# Praecidochondria
Praecidochondria – rodzaj widłonogów z rodziny Chondracanthidae. Nazwa naukowa tego rodzaju skorupiaków została opublikowana w 1968 roku przez kanadyjskiego parazytologa polskiego pochodzenia Zbigniewa Kabatę.

## Gatunki
- Praecidochondria galatheae Kabata, 1968
- Praecidochondria setoensis Izawa, 1975